# Koiwa
Koiwa (jap. 小岩駅 Koiwa-eki) – stacja kolejowa na linii Chūō-Sōbu w specjalnym okręgu Edogawa, w Tokio. Została otwarta 24 maja 1899.